# Nikolái Zhírov
Nikolái Zhírov –en ruso, Николай Жиров– es un deportista soviético que compitió en bobsleigh. Ganó una medalla de bronce en el Campeonato Mundial de Bobsleigh de 1985, en la prueba doble.

## Palmarés internacional
| Campeonato Mundial | Campeonato Mundial | Campeonato Mundial | Campeonato Mundial |
| Año                | Lugar              | Medalla            | Prueba             |
| ------------------ | ------------------ | ------------------ | ------------------ |
| 1985               | Cervinia (Italia)  | Medalla de bronce  | Doble              |